# Davis Cup 1948
In 1948 werd het toernooi om de Davis Cup  voor de 37e keer gehouden. De Davis Cup is het meest prestigieuze tennistoernooi voor landen dat sinds 1900 elk jaar wordt georganiseerd.
De Verenigde Staten won voor de 15e keer de Davis Cup door in de finale Australië met 5-0 te verslaan.
De deelnemers strijden in twee verschillende regionale zones tegen elkaar. De twee zonewinnaars spelen in het interzonaal toernooi tegen elkaar. De winnaar daarvan speelt tegen de regerend kampioen om de Davis Cup.

## Finale
Verenigde Staten -  Australië 5-0 (Forrest Hills, Verenigde Staten, 4-6 september)

## Interzonaal Toernooi
Australië -  Tsjecho-Slowakije 3-2 (Boston, Verenigde Staten, 19-22 augustus)

## België
België speelt in de Europese zone.
| datum      | tegenstander      | uitslag | locatie | groep   | ronde       | winst/verlies |
| ---------- | ----------------- | ------- | ------- | ------- | ----------- | ------------- |
| 13-06-1948 | Tsjecho-Slowakije | 2-3     | uit     | EUR udt | kwartfinale | v             |
| 17-05-1948 | Argentinië        | 3-2     | thuis   | EUR udt | 2e ronde    | w             |

België bereikte de kwartfinale van de Europese zone waarin het verloor van Tsjechoslowakije, de latere winnaar van deze zone.

## Nederland
Nederland speelt in de Europese zone.
| datum      | tegenstander        | uitslag | locatie | groep   | ronde       | winst/verlies |
| ---------- | ------------------- | ------- | ------- | ------- | ----------- | ------------- |
| 12-06-1948 | Verenigd Koninkrijk | 1-4     | uit     | EUR udt | kwartfinale | v             |
| 08-05-1948 | Portugal            | 5-0     | thuis   | EUR udt | 2e ronde    | w             |

Nederland bereikte de kwartfinale van de Europese zone.
| niveau 1 | niveau 2 | niveau 3 | niveau 4 | niveau 5 |

Algemeen · Opzet · Finales · Winnaars 
 België ·  Nederland ·  Aruba ·  Nederlandse Antillen 

1900 · 1901 · 1902 · 1903 · 1904 · 1905 · 1906 · 1907 · 1908 · 1909 · 1910 · 1911 · 1912 · 1913 · 1914 · 1915 · 1916 · 1917 · 1918 · 1919 · 1920 · 1921 · 1922 · 1923 · 1924 · 1925 · 1926 · 1927 · 1928 · 1929 · 1930 · 1931 · 1932 · 1933 · 1934 · 1935 · 1936 · 1937 · 1938 · 1939 · 1940 · 1941 · 1942 · 1943 · 1944 · 1945 · 1946 · 1947 · 1948 · 1949 · 1950 · 1951 · 1952 · 1953 · 1954 · 1955 · 1956 · 1957 · 1958 · 1959 · 1960 · 1961 · 1962 · 1963 · 1964 · 1965 · 1966 · 1967 · 1968 · 1969 · 1970 · 1971 · 1972 · 1973 · 1974 · 1975 · 1976 · 1977 · 1978 · 1979 · 1980 · 1981 · 1982 · 1983 · 1984 · 1985 · 1986 · 1987 · 1988 · 1989 · 1990 · 1991 · 1992 · 1993 · 1994 · 1995 · 1996 · 1997 · 1998 · 1999 · 2000 · 2001 · 2002 · 2003 · 2004 · 2005 · 2006 · 2007 · 2008 · 2009 · 2010 · 2011 · 2012 · 2013 · 2014 · 2015 · 2016 · 2017 · 2018 · 2019 · 2020-2021 · 2022 · 2023 · 2024 · 2025